# Gare de la Piscine de Venaco
La gare de la Piscine de Venaco est une ancienne gare ferroviaire des chemins de fer de Corse (CFC), située sur la ligne Bastia - Ajaccio. Elle était située en haut du terrain derrière la piscine sur la commune de Venaco.
Elle est désaffectée depuis.